# Маргарет Седдон (акторка)
Маргарет Седдон (англ. Margaret Seddon; 18 листопада 1872 — 17 квітня 1968) — американська театральна та кіноакторка. Знялася у понад 100 фільмах між 1915 і 1951 роками.

## Біографія
Народилася у Вашингтоні, округ Колумбія.
Її найбільш пам'ятною роллю була роль однієї з «Піксильованих сестер», комедійної вистави з акторкою Маргарет Маквейд. У 1936 році вони повторили свої ролі у фільмі «Містер Дідс їде в місто». На Бродвеї Седдон виступала у виставах «Сучасний шлюб» (1911) і «Речі, які мають значення» (1913). 
Померла у Філадельфії, штат Пенсільванія, у віці 95 років.

## Вибрана фільмографія
- 1923 — Маленький Джонні Джонс
- 1925 — Леді